# Hulikottal, Khanapur
Hulikottal là một làng thuộc tehsil Khanapur, huyện Belgaum, bang Karnataka, Ấn Độ.